# Croitor cenușiu
Croitorul cenușiu (Morimus funereus), numit și croitor de piatră, este o specie de gândac din familia Cerambycidae. Se găsește în Macedonia, Belgia, Croația, Slovenia, Cehia, Germania, Ungaria, Republica Moldova, România, Bulgaria, Serbia, Muntenegru, Slovacia, Ucraina și Bosnia și Herțegovina. Are o mărimea de 20-35 mm, are culoare neagră, elitrele cenușii cu două pete mari negre, transversale, aspect catifelat. Larvele se dezvoltă în lemnul de fag și stejar, adulții fiind întâlniți în lunile mai-iulie pe trunchiurile copacilor. Este o specie protejată la nivel european. Comisia Europeană într-o scrisoare adresată guvernului României în noiembrie 2019 a cerut lămuriri asupra impactul autostrăzii Sibiu – Pitești asupra mediului, în special al unui tronson care trece prin Parcul Național Cozia, un habitat al acestei specii.